# Opisthotropis hungtai
Opisthotropis hungtai — вид неотруйних змій родини полозових (Colubridae). Описаний у 2020 році.

## Назва
Вид названо на честь китайського ботаніка професора Гун-Та Чана, який заснував Експериментальний центр тропічної та субтропічної лісової екосистеми в природному заповіднику Гашідін, сприяючи розвитку екологічних досліджень на півдні Китаю.

## Поширення
Ендемік Китаю. Поширений у тропічних лісах на заході провінції Гуандун та південному сході Гуансі.

## Опис
Тіло самців завдовжки 46-50 см, самиць — 39-51 см.